# Fußball-Club Bayern München 1996-1997
Questa voce raccoglie le informazioni riguardanti il Fußball-Club Bayern München nelle competizioni ufficiali della stagione 1996-1997.

## Stagione
Nella sessione estiva di calciomercato vengono ingaggiati tra gli altri Mario Basler, Carsten Jancker e Ruggiero Rizzitelli, mentre viene ceduto Ciriaco Sforza. La squadra viene affidata a Giovanni Trapattoni e partecipa alla Coppa UEFA da campione in carica, ma viene eliminata nel primo turno dal Valencia. In campionato, però, il Bayern si mantiene sempre nelle prime posizioni, e dalla diciassettesima giornata assume il comando della classifica che viene mantenuto fino alla fine salvo per tre giornate all'inizio di marzo, quando i campioni in carica del Borussia Dortmund approfittano di due sconfitte consecutive dei bavaresi. Il quattordicesimo titolo viene matematicamente conquistato alla penultima giornata, in occasione della vittoria per 4-2 contro lo Stoccarda, e alla fine i punti di distacco dal Bayer Leverkusen secondo saranno due. Per quanto riguarda la Coppa di Germania, il Bayern era stato eliminato nei quarti dal Karlsruhe.

## Maglie e sponsor
| Casa | Trasferta |  |

## Rosa
| N. |                     | Ruolo | Calciatore          |
| -- | ------------------- | ----- | ------------------- |
| 1  | Germania (bandiera) | P     | Oliver Kahn         |
| 2  | Germania (bandiera) | D     | Markus Babbel       |
| 3  | Germania (bandiera) | D     | Markus Münch        |
| 4  | Germania (bandiera) | D     | Oliver Kreuzer      |
| 5  | Germania (bandiera) | D     | Thomas Helmer       |
| 6  | Germania (bandiera) | C     | Christian Nerlinger |
| 7  | Germania (bandiera) | C     | Mehmet Scholl       |
| 8  | Germania (bandiera) | C     | Thomas Strunz       |
| 10 | Germania (bandiera) | D     | Lothar Matthäus     |
| 11 | Germania (bandiera) | A     | Marcel Witeczek     |
| 12 | Germania (bandiera) | P     | Sven Scheuer        |
| 13 | Germania (bandiera) | C     | Mario Basler        |

| N. |                     | Ruolo | Calciatore          |
| -- | ------------------- | ----- | ------------------- |
| 14 | Germania (bandiera) | A     | Carsten Lakies      |
| 15 | Ghana (bandiera)    | D     | Samuel Kuffour      |
| 16 | Germania (bandiera) | C     | Dietmar Hamann      |
| 17 | Germania (bandiera) | C     | Christian Ziege     |
| 18 | Germania (bandiera) | A     | Jürgen Klinsmann    |
| 19 | Germania (bandiera) | A     | Carsten Jancker     |
| 20 | Italia (bandiera)   | A     | Ruggiero Rizzitelli |
| 21 | Germania (bandiera) | A     | Alexander Zickler   |
| 22 | Germania (bandiera) | P     | Bernd Dreher        |
| 23 | Germania (bandiera) | C     | Frank Gerster       |
| 28 | Germania (bandiera) | D     | Frank Wiblishauser  |
| 29 | Germania (bandiera) | C     | Stefan Leitl        |

## Organigramma societario
Area direttiva
- Presidente:  Franz Beckenbauer

Area tecnica
- Allenatore: Giovanni Trapattoni
- Allenatore in seconda: Klaus Augenthaler
- Preparatore dei portieri: Sepp Maier
- Preparatori atletici:

## Calciomercato

### Sessione estiva
| Acquisti | Acquisti            | Acquisti                 | Acquisti |
| R.       | Nome                | da                       | Modalità |
| -------- | ------------------- | ------------------------ | -------- |
| C        | Mario Basler        | Werder Brema             |          |
| P        | Bernd Dreher        | Uerdingen 05             |          |
| C        | Frank Gerster       | Bayern Monaco II         |          |
| A        | Carsten Jancker     | Rapid Vienna             |          |
| D        | Samuel Kuffour      | Norimberga               |          |
| A        | Carsten Lakies      | Darmstadt                |          |
| C        | Stefan Leitl        | Bayern Monaco (juniores) |          |
| D        | Markus Münch        | Bayer Leverkusen         |          |
| C        | Markus Oberleitner  | Unterhaching             |          |
| A        | Ruggiero Rizzitelli | Torino                   |          |
| D        | Frank Wiblishauser  | Bayern Monaco (juniores) |          |

| Cessioni | Cessioni          | Cessioni   | Cessioni |
| R.       | Nome              | a          | Modalità |
| -------- | ----------------- | ---------- | -------- |
| C        | Dieter Frey       | Friburgo   |          |
| A        | Emil Kostadinov   | Fenerbahçe |          |
| A        | Jean-Pierre Papin | Bordeaux   |          |
| C        | Ciriaco Sforza    | Inter      |          |

### Sessione invernale
| Acquisti | Acquisti | Acquisti | Acquisti |
| R.       | Nome     | da       | Modalità |
| -------- | -------- | -------- | -------- |

| Cessioni | Cessioni           | Cessioni           | Cessioni |
| R.       | Nome               | a                  | Modalità |
| -------- | ------------------ | ------------------ | -------- |
| C        | Markus Oberleitner | Fortuna Düsseldorf |          |

## Risultati

### Bundesliga

#### Girone di andata
| Arbitro: | Dardenne |

|             |           |                           |
| Driller 19’ | Marcatori | 34’ Rizzitelli 37’ Basler |

| Arbitro: | Kemmling |

|                |           |             |
| Rizzitelli 52’ | Marcatori | 73’ Peschel |

| Arbitro: | Heynemann |

|  |           |                                           |
|  | Marcatori | 15’ Klinsmann 24’, 90’ Ziege 60’ Witeczek |

| Arbitro: | Berg |

|                                                     |           |                         |
| Zickler 25’ Helmer 36’ Klinsmann 43’ Rizzitelli 48’ | Marcatori | 24’ Sérgio 53’ Feldhoff |

| Arbitro: | Koop |

|           |           |  |
| Ziege 58’ | Marcatori |  |

| Arbitro: | Fröhlich |

|         |           |            |
| Max 36’ | Marcatori | 70’ Strunz |

| Arbitro: | Krug |

|             |           |  |
| Zickler 19’ | Marcatori |  |

| Arbitro: | Jansen |

|                                     |           |  |
| Herzog 23’ (rig.), 47’ Labbadia 70’ | Marcatori |  |

| Arbitro: | Fandel |

|                          |           |           |
| Zickler 7’ Nerlinger 63’ | Marcatori | 55’ Spörl |

| Arbitro: | Merk |

|                                  |           |                                                   |
| Hauptmann 59’ Polster 77’ (rig.) | Marcatori | 35’, 68’ Klinsmann 56’ (rig.) Scholl 90’ Witeczek |

| Monaco di Baviera 20 ottobre 1996, ore 19:00 CEST 11ª giornata | Bayern Monaco | 0 – 0 referto | Borussia Dortmund | Stadio Olimpico (63 000 spett.)\| Arbitro: \| Fröhlich \| |
| Arbitro:                                                       | Fröhlich      |               |                   |                                                           |

| Arbitro: | Steinborn |

|  |           |                       |
|  | Marcatori | 38’ Hamann 83’ Scholl |

| Arbitro: | Berg |

|            |           |           |
| Babbel 34’ | Marcatori | 55’ Nowak |

| Friburgo in Brisgovia 16 novembre 1996, ore 15:30 CET 14ª giornata | Friburgo  | 0 – 0 referto | Bayern Monaco | Dreisamstadion (22 500 spett.)\| Arbitro: \| Heynemann \| |
| Arbitro:                                                           | Heynemann |               |               |                                                           |

| Arbitro: | Krug |

|                        |           |               |
| Basler 31’ (rig.), 43’ | Marcatori | 63’ Akpoborie |

| Arbitro: | Strampe |

|             |           |                  |
| Verlaat 80’ | Marcatori | 7’ (rig.) Basler |

| Arbitro: | Aust |

|               |           |  |
| Klinsmann 51’ | Marcatori |  |

#### Girone di ritorno
| Arbitro: | Fleske |

|                               |           |  |
| Klinsmann 28’, 75’ Helmer 53’ | Marcatori |  |

| Arbitro: | Heynemann |

|            |           |               |
| Kracht 55’ | Marcatori | 66’ Klinsmann |

| Arbitro: | Kemmling |

|                                                          |           |                  |
| Basler 3’ Klinsmann 26’ Ziege 48’, 59’ Reiter 53’ (aut.) | Marcatori | 72’, 83’ Nijhuis |

| Arbitro: | Steinborn |

|                                                |           |                          |
| Sérgio 3’ Rydlewicz 37’ Feldhoff 43’, 80’, 84’ | Marcatori | 64’ Nerlinger 71’ Basler |

| Arbitro: | Dardenne |

|                |           |  |
| Kuntz 11’, 29’ | Marcatori |  |

| Arbitro: | Merk |

|                                        |           |  |
| Helmer 13’ Nerlinger 87’ Klinsmann 90’ | Marcatori |  |

| Arbitro: | Krug |

|  |           |                  |
|  | Marcatori | 30’, 90’ Zickler |

| Arbitro: | Jansen |

|            |           |  |
| Zickler 1’ | Marcatori |  |

| Arbitro: | Heynemann |

|  |           |                                     |
|  | Marcatori | 16’ Klinsmann 43’ Basler 64’ Helmer |

| Arbitro: | Strampe |

|                                         |           |                       |
| Babbel 43’ Klinsmann 51’ Rizzitelli 59’ | Marcatori | 79’ Scherr 89’ Zdebel |

| Arbitro: | Berg |

|           |           |               |
| Riedle 2’ | Marcatori | 3’ Rizzitelli |

| Arbitro: | Zerr |

|                                                                 |           |  |
| Nerlinger 6’ Basler 35’ Rizzitelli 38’ Zickler 45’ Matthäus 52’ | Marcatori |  |

| Arbitro: | Weber |

|                          |           |                                      |
| Heldt 15’, 18’ Böhme 82’ | Marcatori | 45’ Klinsmann 57’ Scholl 88’ Jancker |

| Monaco di Baviera 10 maggio 1997, ore 15:30 CEST 31ª giornata | Bayern Monaco | 0 – 0 referto | Friburgo | Stadio Olimpico (63 000 spett.)\| Arbitro: \| Fleske \| |
| Arbitro:                                                      | Fleske        |               |          |                                                         |

| Arbitro: | Krug |

|  |           |                                    |
|  | Marcatori | 33’ Ziege 56’ Klinsmann 62’ Scholl |

| Arbitro: | Merk |

|                                                  |           |                       |
| Ziege 20’ Scholl 45’ Rizzitelli 65’ Witeczek 78’ | Marcatori | 17’ Schwarz 51’ Bobic |

| Arbitro: | Berg |

|                          |           |                             |
| Paßlack 45’ Pflipsen 47’ | Marcatori | 42’ Klinsmann 87’ Nerlinger |

### Coppa di Germania
| Arbitro: | Krug |

|  |           |                                     |
|  | Marcatori | 49’ Nerlinger 88’ Scholl 90’ Strunz |

| Arbitro: | Strampe |

|         |           |                        |
| Neun 9’ | Marcatori | 28’ Strunz 85’ Zickler |

| Arbitro: | Dardenne |

|                              |           |          |
| Klinsmann 45’, 89’ Ziege 65’ | Marcatori | 13’ Bode |

| Arbitro: | Weber |

|          |           |  |
| Fink 21’ | Marcatori |  |

### Coppa UEFA
| Arbitro: | Pairetto |

|                                       |           |  |
| Engonga 19’ (rig.) López 26’ Moya 50’ | Marcatori |  |

| Arbitro: | Levnikov |

|                   |           |  |
| Navarro 3’ (aut.) | Marcatori |  |

## Statistiche

### Statistiche di squadra
| Competizione      | Punti | In casa | In casa | In casa | In casa | In casa | In casa | In trasferta | In trasferta | In trasferta | In trasferta | In trasferta | In trasferta | Totale | Totale | Totale | Totale | Totale | Totale | DR  |
| Competizione      | Punti | G       | V       | N       | P       | Gf      | Gs      | G            | V            | N            | P            | Gf           | Gs           | G      | V      | N      | P      | Gf     | Gs     | DR  |
| ----------------- | ----- | ------- | ------- | ------- | ------- | ------- | ------- | ------------ | ------------ | ------------ | ------------ | ------------ | ------------ | ------ | ------ | ------ | ------ | ------ | ------ | --- |
| Bundesliga        | 71    | 17      | 13      | 4       | 0       | 37      | 12      | 17           | 7            | 7            | 3            | 31           | 22           | 34     | 20     | 11     | 3      | 68     | 34     | +34 |
| Coppa di Germania | -     | 1       | 1       | 0       | 0       | 3       | 1       | 3            | 2            | 0            | 1            | 5            | 2            | 4      | 3      | 0      | 1      | 8      | 3      | +5  |
| Coppa UEFA        | -     | 1       | 1       | 0       | 0       | 1       | 0       | 1            | 0            | 0            | 1            | 0            | 3            | 2      | 1      | 0      | 1      | 1      | 3      | -2  |
| Totale            | 71    | 19      | 15      | 4       | 0       | 41      | 13      | 21           | 9            | 7            | 5            | 36           | 27           | 40     | 24     | 11     | 5      | 77     | 40     | +37 |

### Andamento in campionato
| Giornata  | 1 | 2 | 3 | 4 | 5 | 6 | 7 | 8 | 9 | 10 | 11 | 12 | 13 | 14 | 15 | 16 | 17 | 18 | 19 | 20 | 21 | 22 | 23 | 24 | 25 | 26 | 27 | 28 | 29 | 30 | 31 | 32 | 33 | 34 |
| --------- | - | - | - | - | - | - | - | - | - | -- | -- | -- | -- | -- | -- | -- | -- | -- | -- | -- | -- | -- | -- | -- | -- | -- | -- | -- | -- | -- | -- | -- | -- | -- |
| Luogo     | T | C | T | C | C | T | C | T | C | T  | C  | T  | C  | T  | C  | T  | C  | C  | T  | C  | T  | T  | C  | T  | C  | T  | C  | T  | C  | T  | C  | T  | C  | T  |
| Risultato | V | N | V | V | V | N | V | P | V | V  | N  | V  | N  | N  | V  | N  | V  | V  | N  | V  | P  | P  | V  | V  | V  | V  | V  | N  | V  | N  | N  | V  | V  | N  |
| Posizione | 5 | 4 | 3 | 2 | 2 | 2 | 1 | 3 | 3 | 2  | 2  | 2  | 1  | 3  | 1  | 2  | 1  | 1  | 1  | 1  | 2  | 2  | 2  | 1  | 1  | 1  | 1  | 1  | 1  | 1  | 1  | 1  | 1  | 1  |

Legenda:

Luogo: C = Casa; T = Trasferta. Risultato: V = Vittoria; N = Pareggio; P = Sconfitta.

### Statistiche dei giocatori
| Giocatore       | Bundesliga | Bundesliga | Bundesliga  | Bundesliga | Coppa di Germania | Coppa di Germania | Coppa di Germania | Coppa di Germania | Coppa UEFA | Coppa UEFA | Coppa UEFA  | Coppa UEFA | Totale   | Totale | Totale      | Totale     |
| Giocatore       | Presenze   | Reti       | Ammonizioni | Espulsioni | Presenze          | Reti              | Ammonizioni       | Espulsioni        | Presenze   | Reti       | Ammonizioni | Espulsioni | Presenze | Reti   | Ammonizioni | Espulsioni |
| --------------- | ---------- | ---------- | ----------- | ---------- | ----------------- | ----------------- | ----------------- | ----------------- | ---------- | ---------- | ----------- | ---------- | -------- | ------ | ----------- | ---------- |
| M. Babbel       | 31         | 2          | 3           | 0          | 4                 | 0                 | 1                 | 0                 | 1          | 0          | 0           | 0          | 36       | 2      | 4           | 0          |
| M. Basler       | 27         | 8          | 4           | 0          | 3                 | 0                 | 0                 | 0                 | 1          | 0          | 0           | 0          | 31       | 8      | 4           | 0          |
| B. Dreher       | 0          | 0          | 0           | 0          | 0                 | 0                 | 0                 | 0                 | 0          | 0          | 0           | 0          | 0        | 0      | 0           | 0          |
| F. Gerster      | 3          | 0          | 0           | 0          | 0                 | 0                 | 0                 | 0                 | 0          | 0          | 0           | 0          | 3        | 0      | 0           | 0          |
| D. Hamann       | 23         | 1          | 0           | 0          | 4                 | 0                 | 0                 | 0                 | 2          | 0          | 0           | 0          | 29       | 1      | 0           | 0          |
| T. Helmer       | 24         | 4          | 1           | 0          | 2                 | 0                 | 0                 | 0                 | 0          | 0          | 0           | 0          | 26       | 4      | 1           | 0          |
| C. Jancker      | 22         | 1          | 2           | 0          | 1                 | 0                 | 0                 | 0                 | 1          | 0          | 0           | 0          | 24       | 1      | 2           | 0          |
| O. Kahn         | 32         | 0          | 2           | 0          | 4                 | 0                 | 0                 | 0                 | 2          | 0          | 0           | 0          | 38       | 0      | 2           | 0          |
| J. Klinsmann    | 33         | 15         | 5           | 0          | 4                 | 2                 | 0                 | 0                 | 2          | 0          | 0           | 0          | 39       | 17     | 5           | 0          |
| O. Kreuzer      | 9          | 0          | 2           | 0          | 2                 | 0                 | 1                 | 0                 | 2          | 0          | 0           | 0          | 13       | 0      | 3           | 0          |
| S. Kuffour      | 22         | 0          | 4           | 0          | 2                 | 0                 | 1                 | 0                 | 1          | 0          | 0           | 0          | 25       | 0      | 5           | 0          |
| C. Lakies       | 1          | 0          | 0           | 0          | 0                 | 0                 | 0                 | 0                 | 0          | 0          | 0           | 0          | 1        | 0      | 0           | 0          |
| S. Leitl        | 0          | 0          | 0           | 0          | 0                 | 0                 | 0                 | 0                 | 0          | 0          | 0           | 0          | 0        | 0      | 0           | 0          |
| L. Matthäus     | 28         | 1          | 8           | 1          | 3                 | 0                 | 0                 | 0                 | 2          | 0          | 0           | 0          | 33       | 1      | 8           | 1          |
| M. Münch        | 11         | 0          | 0           | 0          | 2                 | 0                 | 0                 | 0                 | 1          | 0          | 0           | 0          | 14       | 0      | 0           | 0          |
| C. Nerlinger    | 32         | 5          | 11          | 0          | 4                 | 1                 | 0                 | 1                 | 2          | 0          | 0           | 0          | 38       | 6      | 11          | 1          |
| R. Rizzitelli   | 25         | 7          | 2           | 0          | 3                 | 0                 | 0                 | 0                 | 2          | 0          | 0           | 0          | 30       | 7      | 2           | 0          |
| S. Scheuer      | 2          | 0          | 0           | 0          | 0                 | 0                 | 0                 | 0                 | 0          | 0          | 0           | 0          | 2        | 0      | 0           | 0          |
| M. Scholl       | 23         | 5          | 2           | 0          | 3                 | 1                 | 0                 | 0                 | 2          | 0          | 0           | 0          | 28       | 6      | 2           | 0          |
| T. Strunz       | 19         | 1          | 4           | 0          | 4                 | 2                 | 2                 | 0                 | 2          | 0          | 0           | 0          | 25       | 3      | 6           | 0          |
| F. Wiblishauser | 0          | 0          | 0           | 0          | 0                 | 0                 | 0                 | 0                 | 0          | 0          | 0           | 0          | 0        | 0      | 0           | 0          |
| M. Witeczek     | 28         | 3          | 1           | 0          | 2                 | 0                 | 0                 | 0                 | 2          | 0          | 0           | 0          | 32       | 3      | 1           | 0          |
| A. Zickler      | 33         | 7          | 0           | 0          | 4                 | 1                 | 0                 | 0                 | 1          | 0          | 0           | 1          | 38       | 8      | 0           | 1          |
| C. Ziege        | 27         | 7          | 6           | 1          | 4                 | 1                 | 1                 | 0                 | 2          | 0          | 0           | 0          | 33       | 8      | 7           | 1          |